# Rudolf Wilke

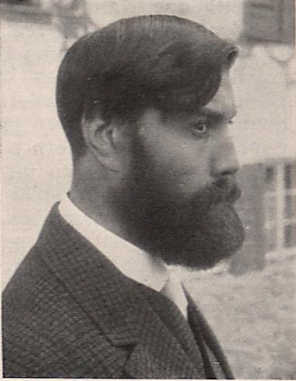
Rudolf Wilke

Rudolf Wilke (* 27. Oktober 1873 in Braunschweig; † 4. November 1908 ebenda) war ein deutscher Zeichner und Karikaturist.

## Leben
Wilke wuchs als ältestes Kind des Zimmermanns Johannes Wilke in Braunschweig auf. Zwei seiner jüngeren Brüder schlugen ebenfalls eine künstlerische Laufbahn ein: Hermann Wilke (1876–1950) war als Maler, Karikaturist und Gebrauchsgrafiker erfolgreich, und Erich Wilke (1879–1936) war ebenfalls Karikaturist.
Rudolf Wilke machte eine handwerkliche Lehre und besuchte dann die Baugewerkschule in Holzminden. Seine künstlerische Neigung ließ ihn jedoch einen neuen Berufsweg einschlagen. Er studierte bei dem Landschafts- und Tiermaler Adolf Nickol am Braunschweiger Polytechnikum, danach an der privaten Zeichenschule von Simon Hollósy in München und schließlich 1894/1895 an der Académie Julian in Paris.
Wilke ging nach München und tat sich mit seinem Freund Bruno Paul (1874–1968) in einem Atelier zusammen. 1896 beteiligte er sich an einem Wettbewerb der Zeitschrift Die Jugend. Er wurde sofort als fester Mitarbeiter engagiert. 1899 holte ihn der Verleger Albert Langen zum Simplicissimus, wo er erst Mitarbeiter, später Teilhaber wurde und dort bis zu seinem frühen Tod 1908 zum Stamm der wichtigsten Zeichner gehörte. In Frühjagr 1903 unternahm er gemeinsam mit Thomas Theodor Heine, Ludwig Thoma und Eduard Thöny eine Radtour nach Italien.
Er war seit 1905 mit der Malerin Amalie Wilke verheiratet, mit der er die Kinder Charlotte (1906–1982) und Ulfert (1907–1987) hatte. Sein Grab befindet sich auf dem Hauptfriedhof Braunschweig.

## Werk

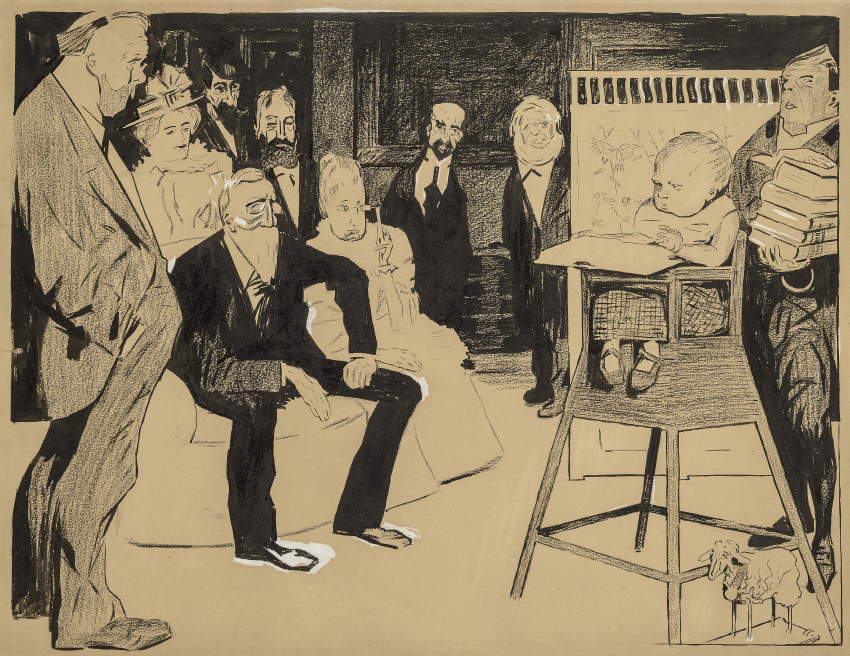
Rudolf Wilke: Wunderkind, 1896

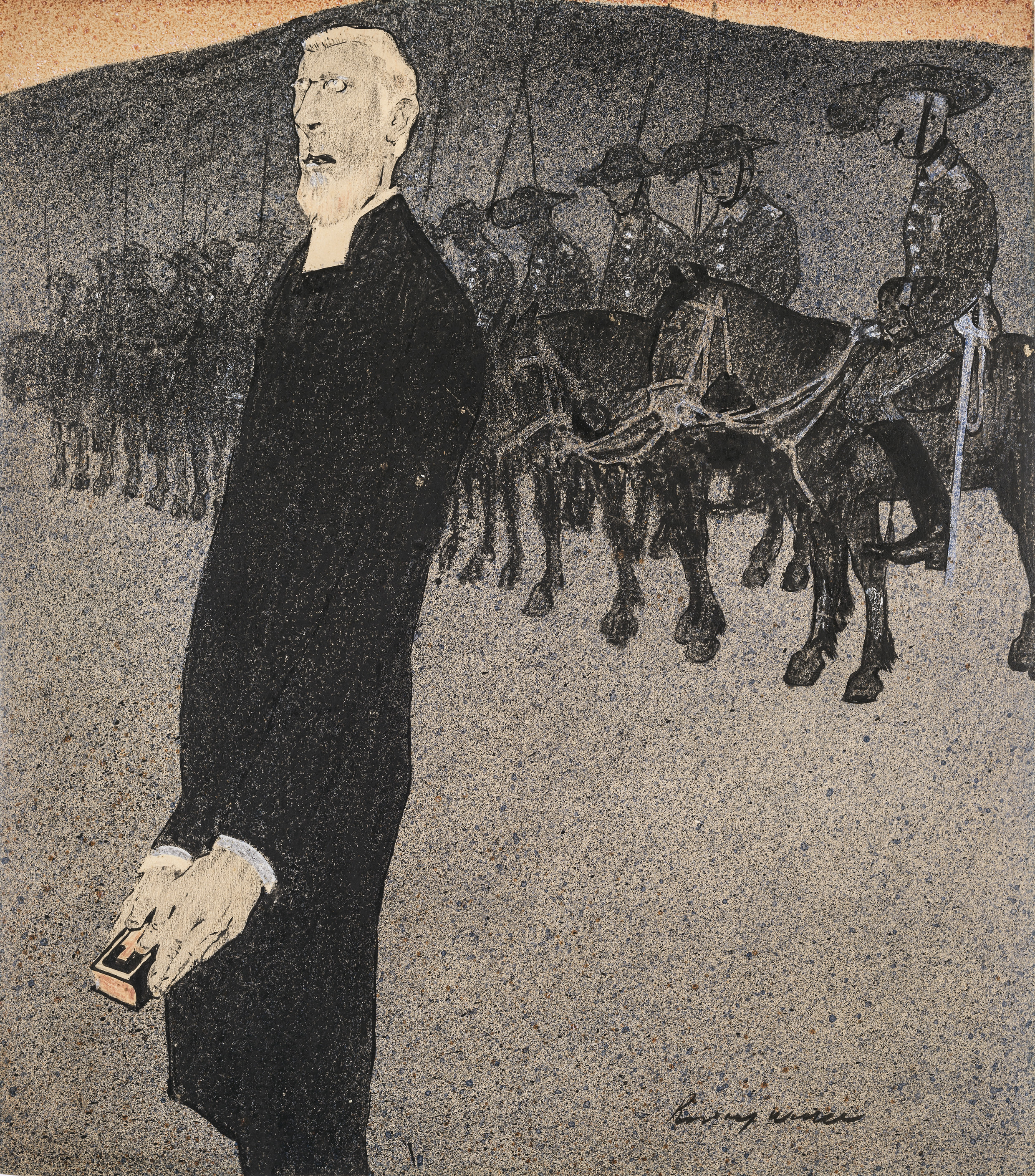
Rudolf Wilke: Gebet vor der Schlacht, 1900 (Veröffentlicht im Simplicissimus)

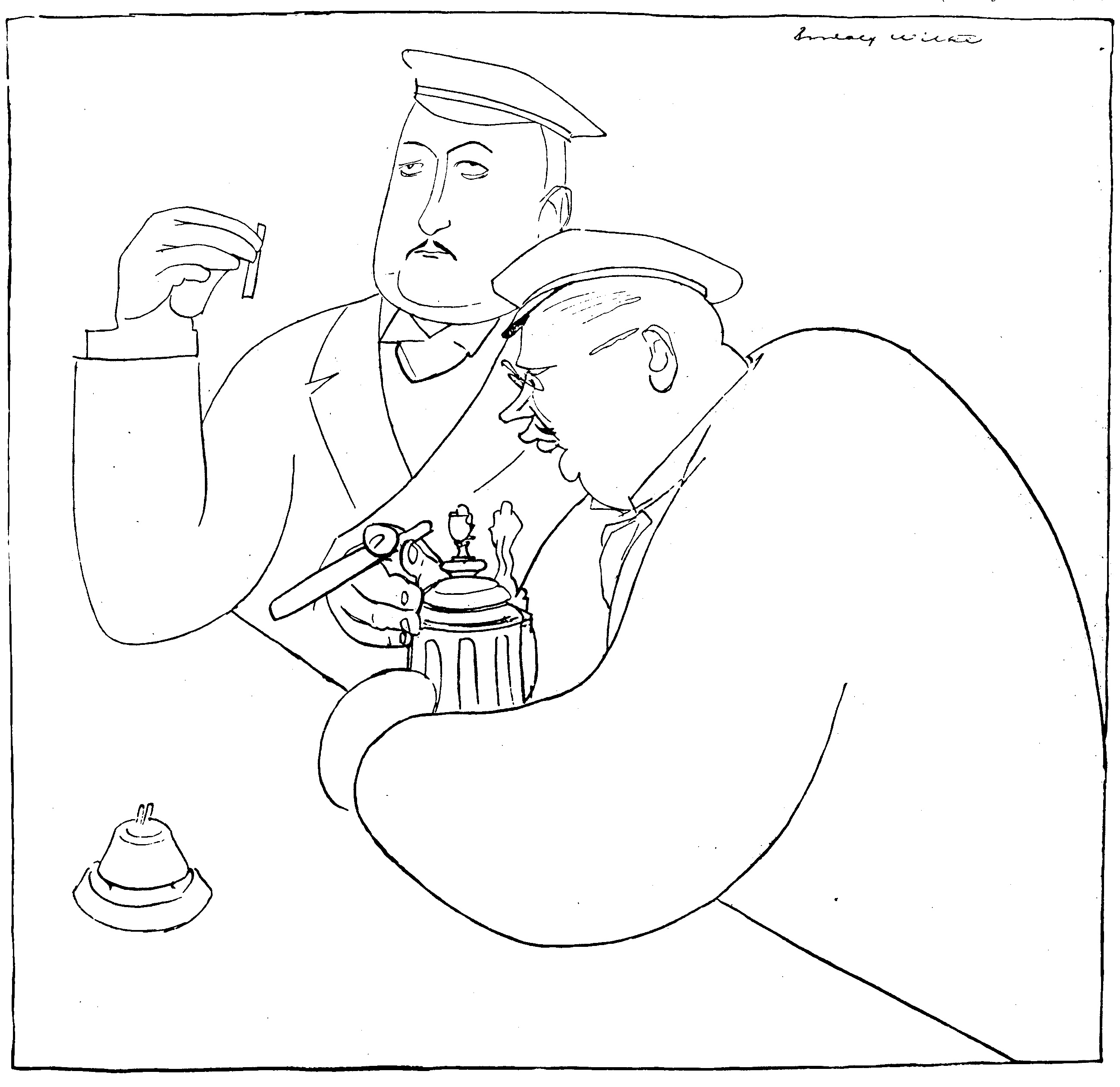
Rudolf Wilke, Federzeichnung im Simplicissimus vom 17. Dezember 1906. Beschriftet: Ferienarbeit. „Was hast du denn die ganzen Ferien getrieben?“ – „Ich habe meinem Papagei das Rülpsen beigebracht.“

Für Wilke war, ähnlich wie für seinen Kollegen Olaf Gulbransson, die Linie das wichtigste Ausdrucksmittel. Mit wenigen, aber ganz präzisen Strichen gelang es ihm, das Wesentliche unverkennbar herauszuholen und das Typische einer Figur hervorzuheben. Seine „Opfer“ stammten  aus allen Gesellschaftsschichten: Adelige, Corpsstudenten, Militärs, Landstreicher, Geistliche.
Sein scharfer Blick und sein spitzer Stift führten aber nie zu bösartiger Verzerrung. Sozialkritik verband sich in seinen Karikaturen mit unverkrampfter Heiterkeit und tiefem Verständnis für menschliche Schwächen.
Wilke arbeitete mit Bleistift, Tusche und Deckfarben, oft in einer raffinierten Mischtechnik.
Veröffentlichungen (Auswahl)
- Gesindel Album. Albert Langen, München 1908 (archive.org, Auswahl von Blättern für den Simplicissimus).
- Skizzen. Hyperion-Verlag Hans von Weber, München 1909.

Ehrungen
- Nach ihm wurde 1953 die Rudolf-Wilke-Straße im Nördlichen Ringgebiet in Braunschweig benannt.[4]
- 1953 stiftete die Stadt Braunschweig einen nach ihm benannter Preis für Nachwuchskünstler der 1953 bis 1993 vergeben wurde.
- Im Jahr 1964 wurde im Münchener Stadtteil Solln der Rudolf-Wilke-Weg nach ihm benannt.[5]

## Rudolf-Wilke-Preis
Bis 1993 verlieh die Stadt Braunschweig den „Rudolf-Wilke-Preis“. Dieser war mit 1.500 DM für eine Auslandsreise dotiert. Der Preis wurde zum ersten Mal am 21. Februar 1954 an Karl-Heinz Meyer vergeben.
Preisträger (Liste unvollständig) in chronologischer Reihenfolge:
- 1954: Karl-Heinz Meyer
- 1955: Anatol Buchholz, Braunschweiger Bildhauer
- 1957: Peter Voigt
- 1958: Günther Affeld, Braunschweiger Zeichenlehrer und Kunsterzieher (1925–2017)[8]
- 1961: Ottokar Koeppen, Braunschweiger Zeichner und Maler
- 1962: Peter Tuma
- 1966: Karl-Henning Seemann
- 1973: Helge Karnagel
- 1973: Nanna Trappe
- 1974: Michael Haindorff
- 1978: Hans-Georg Assmann
- 1976: Gunther Fritz
- 1977: Heike Ruschmeyer
- 1981: Mehmet Alagöz
- 1981: Heiner Meyer
- 1984: Rolf Bier
- 1985: Michael Kaul
- 1986: Reinhard Buxel
- 1987: Ulrich Diezmann (* 1959 in Gifhorn)
- 1989: Andrea Ostermeyer (* 1961 in Kiel)
- 1991: Anette Haas (* 1961 in Salzgitter)